# Лунная радуга (фильм)
«Лунная радуга» — советский художественный научно-фантастический фильм 1983 года по одноимённому роману С. И. Павлова об обретении человеком необъяснимых экстрасенсорных свойств в процессе освоения космоса.

## Сюжет
Действие происходит в будущем. Комиссия службы космической безопасности во главе с Гэлбрайтом и Никольским проводит заседание, на котором профессора Рогана знакомят с материалами расследования паранормальных «чёрных следов». Оперативник Купер рассказывает, что они впервые проявились на Памире рядом с бывшим космодесантником (т.е. исследователем космоса) Кизимовым, и в дальнейшем появлялись в других частях планеты. Следователи смотрят видеоматериалы с допросом Кизимова и приходят к выводу, что «следы» связаны с космической катастрофой на орбите Урана. После неё в живых осталось четверо космодесантников: Тимур Кизимов, Дэвид Нортон, Жан Лоре и Эдуард Йонге. Комиссия рассматривает необъяснимый артефакт, созданный Дэвидом Нортоном: палочка, которая работает как телевизор. 
Параллельно с допросами зрителям показывают, как незадолго перед заседанием сотрудник службы безопасности Фрэнк Полинг тренируется на полигоне и обсуждает с заведующим полигоном этот самый «чёрный след», освоение Солнечной системы и принципы работы своей службы. С их разговора начинается фильм, а затем к этому эпизоду повествование возвращается во флэшбеке.
Комиссия слушает рассказ профессора (который пересказывает воспоминания своего ученика) об экспедиции корабля «Лунная радуга», расследовавшего причины катастрофы на орбите Урана. Действие переносится в прошлое, на корабль. На нём происходили аномальные явления, появлялись чёрные следы на экранах и видели подозрительного чужака. Но в это никто не поверил, и капитан не включил их в отчёт об экспедиции. Комиссия заслушивает показания одного из участников экспедиции, Бака, но он не может сказать ничего внятного, кроме того, что видел на корабле погибшего к тому времени Мстислава Бакулина, при этом ему показалось, что на самом деле это был Дэвид Нортон.
Комиссия заслушивает показания Гаранина, бывшего начальника Дэвида Нортона. Действие переносится в прошлое, на Меркурий. Нортон прибывает на базу, и Гаранин рассказывает ему, что космодесантники постоянно гибнут, пытаясь преодолеть плоскогорье «Огненных змей». Вдова одного такого десантника Людмила Бакулина высказывает ему, насколько ненавидит профессию погибшего мужа. Нортон совершает невозможное: хотя его летательный аппарат разбивается, он выживает и в одиночку проходит по смертоносному плоскогорью, проложив безопасный маршрут.
Комиссия решает направить на переговоры с Нортоном Фрэнка Полинга, шурина Нортона. Той же ночью Нортон невольно оставляет «чёрный след» в своём доме, уничтожая экран телевизора. Утром к нему приходит Полинг и предлагает «вступить в контакт» и позволить учёным изучить его, Нортон не соглашается. Параллельно с этим Нортон вспоминает свой разговор с Кизимовым, который убеждал его, что необычные способности их четвёрки могут послужить человечеству на пользу, и им нужно вернуться в космос. В финале лица всех четверых растворяются на фоне космоса.

## История создания
Режиссёр Андрей Ермаш снял фильм в возрасте 27 лет, на тот момент на его счету была только студенческая короткометражка. Его отец Филипп Ермаш в то время был председателем Госкино СССР. Впоследствии Ермаш снял фантастический фильм «Конец вечности» и на этом завершил кинокарьеру.
Изначально сценарий писался при участии автора романа Сергея Павлова, но в итоге был сильно переработан без его участия. Автор итоговой версии сценария Валентин Ежов даже не встречался с писателем. В конечном варианте сценария оказались упущенными большое количество деталей, необходимых для понимания сюжета. По воспоминаниям Павлова, из актёров только Старыгин прочёл книгу, и именно Старыгина Павлов считает единственным, кто соответствовал книжному образу.
Для сцен недалёкого будущего в начале фильма была показана архитектура Токио: здание Синдзюку Мицуи, отель «Keio Plaza», 30-этажный Shinjuku NS Building — с панорамным лифтом и открытым внутренним пространством атриума.
Две первые композиции из музыки к фильму, «Город» и «Полигон», в том же году вошли на альбом Эдуарда Артемьева «Картины-настроения».

## В ролях
- Владимир Гостюхин — Дэвид Нортон (Лунный Дэв), космодесантник, бывший командир элитного подразделения «Спейстайгерс»
- Игорь Старыгин — Фрэнк Полинг, оперативник Международного управления космической безопасности
- Василий Ливанов — Гэлбрайт, руководитель Комиссии службы космической безопасности (западный филиал)
- Юрий Соломин — Никольский, руководитель Комиссии службы космической безопасности (восточный филиал)
- Владимир Кенигсон — Рогов Чарльз Леонард, профессор медицины, консультант Комиссии службы космической безопасности
- Георгий Тараторкин — Тимур Кизимов, космодесантник
- Наталья Сайко — Людмила Бакулина (Быстрова)
- Гражина Байкштите — Сильвия Нортон, жена Дэвида Нортона, сестра Фрэнка Полинга
- Александр Пороховщиков — Бак, старший инженер на «Лунной радуге»
- Гедиминас Гирдвайнис — Альбертас Грижас, медиколог, судовой врач «Лунной радуги»
- Борис Иванов — Мартин Вебер, руководитель полигона
- Леонид Неведомский — Гаранин, командир меркурианских космодесантников

### В эпизодах
- Сергей Десницкий — капитан рейдера «Лунная радуга»
- Александр Новиков — Аймо Зотто по прозвищу «Канарейка»
- Леонид Евтифьев — сотрудник полигона
- А. Плисецкий
- Вячеслав Езепов
- Калерия Студенкина
- Владимир Козелков
- Владимир Ткалич
- Алексей Михайлов — Купер, оперативник Комиссии службы космической безопасности
- Михаил Чигарёв — Джодер

## Съёмочная группа
- Авторы сценария: Валентин Ежов, Андрей Ермаш
- Режиссёр-постановщик — Андрей Ермаш
- Оператор-постановщик — Наум Ардашников
- Художник-постановщик — Владимир Аронин
- Композитор — Эдуард Артемьев
- Звукооператор — Леонид Булгаков
- Главный консультант — генерал-лейтенант авиации, лётчик-космонавт СССР, дважды Герой Советского Союза Владимир Шаталов
- Директор картины — Марк Шадур

## Отзывы и оценки
Автор книги Сергей Павлов о фильме отзывался отрицательно.
О мосфильмовской киноверсии НФ-романа «Лунная радуга» мне говорить не хочется – слишком больно. В подборе актёров не участвовал. Участвовал в попытке как-то подправить написанный В. Ежовым и А. Ермашом сценарий фильма, но это было безнадёжно. И Вам правильно кажется: все герои романа как-то не вяжутся с обликами и, особенно, с игрой исполняющих их роль актёров.
Сергей Павлов
Во время первоначального выхода на экраны, когда Филипп Ермаш ещё был главой Госкино, фильм получил положительные оценки от советских изданий о кино, таких как «Советский экран», «Спутник кинозрителя» и «Искусство кино». О нём писали: «Художники, операторы и декораторы фильма сделали всё возможное и, наверное, невозможное, чтобы достоверно воссоздать на экране Космос, мир будущего, такой непохожий на наш». 
Однако в сообществе любителей фантастики фильм принято считать неудачным из-за слабой режиссуры и монтажа, его называли скучным, затянутым и не передающим достоинств книги. Так, журнал «Мир фантастики» позже писал: «Хорошие актёры и лучшие мастера комбинированных съёмок „Мосфильма“ тщетно пытались спасти беспомощную режиссуру — всё впустую». Отмечают, что Ермаш неудачно пытался подражать стилю Андрея Тарковского.